# Лопатчиха
Лопатчиха (рос. Лопатчиха) — присілок у Красногородському районі Псковської області Російської Федерації.
Населення становить 5 осіб. Входить до складу муніципального утворення Красногородська волость.

## Історія
Від 2015 року входить до складу муніципального утворення Красногородська волость .

## Населення
| 2001 | 2002 | 2010 |
| ---- | ---- | ---- |
| 10   | ↘5   | →5   |